# Kova (affluente dell'Angara)
La Kova (in russo Кова?) è un fiume della Russia siberiana sudorientale (oblast' di Irkutsk e Territorio di Krasnojarsk), affluente di sinistra della Angara (bacino idrografico dello Enisej).
Il fiume ha origine tra l'altopiano Birjusinskoe (Бирюсинское плато) e le alture della Kova (Kovinskaja krjaž), lungo tutte le quali poi scorre da sud a nord (sul versante occidentale). Il suo corso è intervallato da un gran numero di lunghe rapide. Scorre in un territorio spopolato e coperto dalla taiga, dapprima con direzione sudorientale, volgendosi poi a nordest e, infine, prendendo direzione settentrionale fino alla foce. La Kova sfociava nell'Angara a 526 km dalla foce, ora si immette nel bacino idrico Bogučanskoe. Il fiume ha una lunghezza di 452 km e il suo bacino è di 11 700 km².  La sua portata a 66 km dalla foce è di 41,71 m³/s.
La Kova è gelata, come tutti i fiumi della zona, dai primi di novembre alla fine di aprile/prima metà di maggio.